# Cataldo Nitti
 (juin 2021).
Si vous disposez d'ouvrages ou d'articles de référence ou si vous connaissez des sites web de qualité traitant du thème abordé ici, merci de compléter l'article en donnant les références utiles à sa vérifiabilité et en les liant à la section « Notes et références ».
Pour les articles homonymes, voir Nitti.
Cataldo Nitti (Tarente, 13 mai 1808 - Tarente, 31 janvier 1898) était un entrepreneur italien et un sénateur du royaume d'Italie pendant la XIe législature.

## Biographie
Cataldo Nitti était le fils de Francesco Paolo Nitti et de Raffaella Miani de Ginosa.
Il termine ses études au séminaire archiépiscopal de Tarente, puis en 1828, il s'installe à Naples où il obtient son diplôme de droit en 1833. Il se lance ensuite dans une carrière politique ; en 1848, il est membre du Comité national de Naples présidé par le marquis Luigi Dragonetti et signataire de son programme de réformes administratives et politiques, ainsi que conseiller de district à Tarente et intendant de la Basilicate en 1860.
Avec la naissance du royaume d'Italie, il assume les fonctions de gouverneur de la province de Bari pendant deux mois en 1861, de président du Conseil provincial de la Terre d'Otrante en 1861 et de conseiller en 1867-1868.
En 1865, le besoin de la nation nouvellement unifiée de disposer de nouvelles bases navales et d'arsenaux militaires a encouragé le sénateur Nitti à proposer Tarente comme site approprié à des fins défensives.
Nitti s'est engagé à formuler un programme pour le développement économique et social de Tarente, et la relance économique générale de l'Italie dans les années difficiles qui ont suivi la réunification. Il préconise aux autorités du gouvernement central l'investissement de capitaux publics pour l'expansion et la modernisation du port de Tarente avec des fonctions commerciales, qui se multiplient après l'ouverture du canal de Suez. Nitti s'est battu pour l'extension de la culture intensive du coton dans le district de Tarente.
En 1869, il a été nommé sénateur, ce qui n'a été officialisé qu'en 1871, après avoir prouvé qu'il remplissait les conditions de recensement pour une telle fonction. À la fin des années 1860, il est membre honoraire de la Société des travailleurs de Tarente, une société d'entraide pour les travailleurs et les pêcheurs, qu'il a lui-même promue.
Il a été l'un des signataires du statut de la Cassa d'industria e commercio de Tarente, le premier établissement de crédit de la ville ionienne.
Il meurt à l'âge de quatre-vingt-dix ans dans sa maison de la Via Anfiteatro, dans le Borgo nuovo de Tarente.

## Travaux
Le Fonds Nitti conserve les manuscrits (souvent accompagnés de copies imprimées) des brochures et des discours, publiés ou non, les proclamations et les manifestes relatifs à son activité publique, ses œuvres littéraires et poétiques, la correspondance avec les membres de sa famille, les administrateurs locaux et les représentants du monde politique et culturel italien de Cataldo Nitti. Depuis 1999, ils sont déposés à la bibliothèque municipale de Tarente.